# Venus and Serena
Venus and Serena (bra Venus and Serena) é um documentário norte-americano de 2012, dirigido por Maiken Baird e Michelle Major. 
O filme, que acompanha a vida e carreira das tenistas Venus e Serena Williams, fez parte da seleção oficial do Festival Internacional de Cinema de Miami de 2013 e do Festival Internacional de Cinema de Toronto de 2012.

## Elenco
- Venus Williams
- Serena Williams
- Richard Williams
- Oracene Price
- Billie Jean King